# Момотов, Эдуард Евгеньевич
Эдуард Евгеньевич Момотов (узб. Eduard Yevgenyevich Momotov; 22 января 1970, Усть-Каменогорск) — узбекский футболист, защитник. Играл за ряд узбекских и российских клубов. В России известен по выступлениям за «Черноморец» Новороссийск.

## Карьера игрока

### Клубная карьера
Родился в спортивной семье. Евгений, отец Эдуарда, — футболист и тренер. С 4 лет Момотов занимался хоккеем, однако в 9 лет из-за травмы руки решил сменить вид деятельности и записался на футбол в ДЮСШ Усть-Каменогорска. В 1989 году после просмотра присоединился к клубу «Восток» и следующий сезон, заслужив доверие главного тренера Сергея Гороховодацкого, играл в основном составе команды. По окончании чемпионата перешёл в джамбульский «Химик», однако вскоре вернулся в «Восток», откуда в 1992 перешёл в «Нефтчи» из Ферганы, который выступал в высшей лиге чемпионата Узбекистана.
За четыре сезона игры Момотова в «Нефтчи» клуб завоевал 4 золотых медали чемпионата Узбекистана, стал третьим призёром в Азиатской Лиге Чемпионов и одержал победу в Кубке Узбекистана, а футболист принял участие в 87 матчах и забил 13 голов. Затем он перешёл в «Навбахор», в составе которого стал пятикратным чемпионом страны. В 1998 году Момотов пополнил ряды новороссийского «Черноморца», участника высшего дивизиона чемпионата России, за который отыграл два сезона. С 2002 и до завершения карьеры в 2006 выступал за новокузнецкий «Металлург».

### Карьера в сборной
Несмотря на то, что Момотов является уроженцем Казахстана, предложений выступать за сборную родной страны ему не поступало, поэтому он принял решение представлять Узбекистан. Дебютировал за национальную команду Эдуард 19 июня 1996 года в матче Кубка Азии против Таджикистана. Момотов сыграл за сборную в общей сложности 15 игр.

## Тренерская карьера
После завершения карьеры Момотов остался в системе «Металлурга» и стал главным тренером молодёжной команды, попутно обучаясь в Высшей школе тренеров. Также был наставником «Кузбасса» (2010—2013), «Шахтёра» из Прокопьевска и «Новокузнецка». В сезоне 2020/2021 занимал пост помощника тренера в черкесском «Интере» (в 2021 клуб был расформирован).

## Достижения
- Чемпион Узбекистана: 1992, 1993, 1994, 1995, 1996
- Обладатель Кубка Узбекистана: 1994